# Frank N. Newman
Frank Neil Newman (* 20. April 1942 in Quincy, Massachusetts) ist ein US-amerikanischer Banker, der von 1993 bis 1994 als Abteilungsleiter im US-Finanzministerium diente und anschließend von 1994 bis 1995 stellvertretender US-Finanzminister war.

## Leben
Newman absolvierte die Prep-School Thayer Academy und machte 1963 in Harvard seinen B.A. in Wirtschaftswissenschaft.
Nach seinem Dienst für die Clinton-Regierung kehrte Newman in die Privatwirtschaft zurück und wurde zunächst stellvertretender Vorstandsvorsitzender beim Bankers Trust und später dessen Vorsitzender und Chief Executive Officer von 1996 bis 1999. Nach der Übernahme durch die Deutsche Bank erhielt er eine Abfindung von 100 Millionen Dollar. 2005 bis 2010 war er CEO der Shenzhen Development Bank.

## Publikationen (Auswahl)
- Consolidating the federal bank regulatory agencies. United States, Department of the Treasury, Washington, D.C. 1993, OCLC 32056959.
- Freedom from national debt. Two Harbors Press, Minneapolis, MN 2013, ISBN 978-1-62652-038-7.
- Six myths that hold back America. And what America can learn from the Growth of China’s economy. Diversion Books, New York, N.Y. 2011, ISBN 978-0-9839885-0-2.